# 小梁村
小梁村（こやなむら）は福島県南会津郡にあった村。現在の只見町東部、伊南川中流右岸にあたる。

## 地理
- 山：大曽根山
- 河川：伊南川

## 歴史
- 1889年（明治22年）4月1日 - 町村制の施行により、梁取村、小林村の区域をもって発足。
- 1940年（昭和15年）11月5日 - 布沢村・八幡村と合併して明和村が発足。同日小梁村廃止。

## 交通

### 道路
- 沼田街道（現・国道289号）